# Кладохета
Кладохета (лат. Cladochaeta) — вид кустарников семейства Астровые (Asteraceae), включающий в себя единственный вид — Кладохета чистейшая (лат. Cladochaeta candidissima). Иногда в состав рода включают Cladochaeta caspica, который, по данным The Plant List имеет статус unresolved name, то есть относительно его нельзя сказать, является ли он отдельным видом или синонимичным названием Cladochaeta candidissima.

## Описание
Кустарник высотой 150—250 см, покрытый белоснежно-войлочным опушением. Корни тонкие, многочисленные. Стебли при основании деревянистые, прямые, покрытые серой корой. Листья сидячие, очередные, продолговатые 2,5—4 см длиной, на верхушке туповатые, по краю реснитчато-пильчатые.
Соцветие густое, щитковидное или метельчатое, содержит 15—20 корзинок. Корзинки цилиндрические, длиной 8—10 мм, на коротких цветоносах. Цветки желтые, трубчатые, с 6 лепестками, длиной 7—8 мм. Столбик короче или равен по длине венчику. Рыльце с двумя загнутыми ветвями. Тычинки несколько длиннее или равны венчику. Цветёт в июне — июле. Плод — красная ягода с 1—3 косточками. Также размножается вегетативно.
Описан с Кавказа. Типовой экземпляр в Санкт-Петербурге.

## Ареал
Ксерофит. Встречается на песчано-галечниковых отложениях в поймах рек, по сухим руслам водотоков, щебнистым участкам. Встречается на Северном Кавказе. За пределами России вид известен в Средиземноморье.

## Охранный статус
Занесена в Красные книги России, Чеченской Республики, Дагестана, Кабардино-Балкарии. Вносилась в Красные книги СССР и РСФСР. Лимитирующими факторами являются узкая экологическая амплитуда вида, антропогенное воздействие, декоративные свойства вида.